# Томаш Поспіхал
Томаш Поспіхал (чеськ. Tomáš Pospíchal, 26 червня 1936, Богумін — 21 жовтня 2003, Прага) — чехословацький футболіст, що грав на позиції нападника, зокрема, за клуби «Банік» (Острава) та «Спарта» (Прага), а також національну збірну Чехословаччини. По завершенні ігрової кар'єри — тренер.
Чемпіон Чехословаччини. Володар Кубка Чехословаччини (як тренер). Чемпіон Чехословаччини (як тренер). 

## Клубна кар'єра
У футболі дебютував 1952 року виступами за команду «Банік» (Вітковіце), в якій провів три сезони. 
Протягом 1955—1957 років захищав кольори клубу «Дукла» (Пардубіце).
Своєю грою за останню команду привернув увагу представників тренерського штабу клубу «Банік» (Острава), до складу якого приєднався 1958 року. Відіграв за команду з Острави наступні шість сезонів своєї ігрової кар'єри.
1964 року уклав контракт з клубом «Спарта» (Прага), у складі якого провів наступні три роки своєї кар'єри гравця.  За цей час виборов титул чемпіона Чехословаччини.
Завершив ігрову кар'єру у команді «Руан», за яку виступав протягом 1968—1971 років.

## Виступи за збірну
1956 року дебютував в офіційних матчах у складі національної збірної Чехословаччини. Протягом кар'єри у національній команді провів у її формі 26 матчів, забивши 8 голів.
У складі збірної був учасником чемпіонату світу 1962 року у Чилі, де разом з командою здобув «срібло». Зіграв проти Угорщини (1-0), Югославії (3-1) і Бразилії (1-3).

## Кар'єра тренера
Розпочав тренерську кар'єру невдовзі по завершенні кар'єри гравця, 1972 року, очоливши тренерський штаб клубу «Банік».
1977 року став головним тренером команди «Богеміанс 1905», тренував празьку команду шість років.
Згодом протягом 1983–1987 років очолював тренерський штаб клубу «Богеміанс 1905».
Протягом тренерської кар'єри також очолював команду «Шкода» (Пльзень).
Останнім місцем тренерської роботи був клуб «Славія», головним тренером команди якого Томаш Поспіхал був з 1987 по 1988 рік.
Помер 21 жовтня 2003 року на 68-му році життя у місті Прага.

## Титули і досягнення

### Як гравця
- Чемпіон Чехословаччини (1):

«Спарта» (Прага): 1967
- Віце-чемпіон світу: 1962

### Як тренера
- Володар Кубка Чехословаччини (1):

«Банік» (Острава): 1973
- Чемпіон Чехословаччини (1):

«Богеміанс 1905»: 1983